# Гервайлер
Гервайлер (нем. Gehrweiler) — община в Германии, в земле Рейнланд-Пфальц. 
Входит в состав района Доннерсберг. Подчиняется управлению Роккенхаузен.  Население составляет 327 человек (на 31 декабря 2010 года). Занимает площадь 4,09 км².